# NGC 1631
NGC 1631 (другие обозначения — ESO 551-21, MCG -3-12-17, IRAS04362-2045, PGC 15705) — линзовидная галактика в созвездии Эридана. Открыта Джоном Гершелем в 1835 году. Описание Дрейера: «туманность».
Этот объект входит в число перечисленных в оригинальной редакции «Нового общего каталога». Вторая версия Индекс-каталога добавляет описание: «очень тусклый, очень маленький объект».
По классификации де Вокулёра галактика относится к типу (R:)SA(rs)a. Спиральных рукавов у галактики два, в ней наблюдается остаточное от спиральных рукавов псевдокольцо.
В 1989 году галактика участвовала в калибровке ПЗС-матриц телескопа Европейской южной обсерватории